# James Garrard

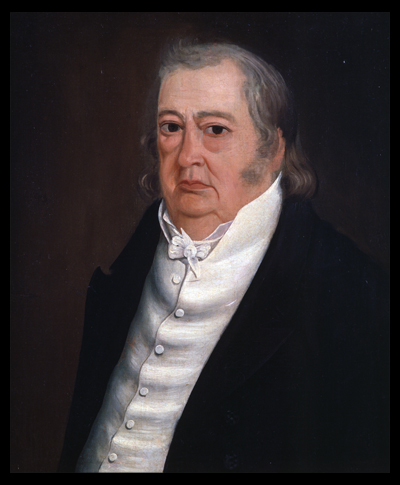
James Garrard

James Garrard, född 14 januari 1749 i Stafford County, Virginia, död 9 januari 1822 i Bourbon County, Kentucky, var en amerikansk politiker (demokrat-republikan). Han var guvernör i delstaten Kentucky 1796-1804.
Garrard deltog i amerikanska revolutionen. Han tjänstgjorde som kapten på en skonert och blev tillfångatagen av britterna. Han rymde sedan från krigsfångenskapen. Han befordrades till överste.
Han vann 1796 års guvernörsval i Kentucky i andra omröstningen i elektorskollegiet. Motkandidaten Benjamin Logan accepterade inte resultatet men fick ingen ändring i saken trots besväret i delstatens lagstiftande organ. Fyra år senare omvaldes Garrard i delstatens första direkta guvernörsval.
Garrard County har fått sitt namn efter James Garrard.